# Marston on Dove
Marston on Dove – wieś w Anglii, w hrabstwie Derbyshire, w dystrykcie South Derbyshire. Leży 14 km na południowy zachód od miasta Derby i 184 km na północny zachód od Londynu.